# كيث باكستر
كيث باكستر (بالإنجليزية: Keith Baxter)‏ هو ممثل بريطاني، ولد في 29 أبريل 1933 في المملكة المتحدة. من الجوائز التي نالها جائزة المسرح العالمي سنة 1962.

## جوائز
- جائزة المسرح العالمي (1962)

## وصلات خارجية
- كيث باكستر على موقع IMDb (الإنجليزية)
- كيث باكستر على موقع قاعدة بيانات برودواي على الإنترنت (الإنجليزية)
- كيث باكستر على موقع قاعدة بيانات الفيلم (الإنجليزية)